# Lagoa Santa (kommun i Brasilien, Goiás)
Lagoa Santa är en kommun i Brasilien.   Den ligger i delstaten Goiás, i den södra delen av landet, 500 km sydväst om huvudstaden Brasília. Antalet invånare är 1 259.
Omgivningarna runt Lagoa Santa är huvudsakligen savann. Trakten runt Lagoa Santa är nära nog obefolkad, med mindre än två invånare per kvadratkilometer.